# William Pottker
William de Oliveira Pottker, mais conhecido como William Pottker (Florianópolis, 22 de dezembro de 1993), é um futebolista brasileiro que atua como atacante. Joga pelo CRB.

## Carreira

### Início
William Pottker é natural de Florianópolis. Revelado pelo Figueirense, jogou pelo clube catarinense entre os anos de 2011 e 2012.
Porém antes disso, jogou no Fluminense de Joinville, mas só na base do time, que na época, não disputava competições profissionais

### Figueirense
Em 2011, Pottker fez a sua estreia no profissional, mas após atuar apenas uma partida voltou ao Sub-20. Em 2012, retornou ao profissional, porém não se firmou no time.

### Gandzasar e Ventforet Kofu
Em 2013, o atacante foi emprestado ao Gandzasar da Arménia. E no mesmo ano foi emprestado novamente, desta vez ao futebol japonês, para o clube Ventforet Kofu.

### Red Bull Brasil
Em 2014, assinou contrato por empréstimo junto ao Red Bull Brasil, para disputar a Serie A-2 do Campeonato Paulista.

### Retorno ao Figueirense e empréstimo ao Linense
William Pottker retornou ao Figueirense em 2014, atuou apenas um jogo e não foi mais aproveitado. No ano seguinte, o atacante foi novamente emprestado, desta vez ao Linense para disputar o Campeonato Paulista.

### Braga
Após bom desempenho no Linense, Pottker foi emprestado ao Braga.

### Linense
No ano de 2016, retornou ao Linense por empréstimo. Fez uma boa partida contra o Palmeiras, marcando dois gols que garantiram a vitória do Linense, de virada, sobre o Palmeiras, por 1–2. No Paulistão de 2016, marcou 7 gols, e foi um dos destaques do campeonato.

### Retorno ao Figueirense
Retornou novamente ao Figueirense em abril de 2016.

### Ponte Preta
No mês seguinte devido a boas atuações no Linense, foi contratado pela Ponte Preta para a disputa do Brasileirão.
Foi bastante decisivo contra o Flamengo. Marcou o gol de empate em 1–1, acertando um belo chute rasteiro e cruzado. Mas não conseguiu evitar a derrota de sua equipe por 2–1 fora de casa.
Logo depois de cobrar o pênalti e definir a vitória por 3–0 sobre o Grêmio, já nos acréscimos, Pottker fez alguns gestos com a mão, como se estivesse com uma varinha mágica, enquanto que o lateral-esquerdo Reinaldo, sem entender direito, começou a quicar no chão. No fim, o atacante brincou que o feitiço improvisado transformou o companheiro em peixe. Atacante ganhou o apelido de "Harry Pottker" por parecer com o sobrenome do personagem "Harry Potter".
Na Ponte Preta foi um dos goleadores da equipe, ao lado de Roger. E também um dos destaques do campeonato marcando 14 gols no Brasileirão 2016, sendo o artilheiro do campeonato, ao lado de Diego Souza e Fred.
No Paulistão 2017, fez uma boa dupla de ataque com Lucca, com os dois fazendo muitos gols. E marcou o seu sétimo gol, diante do Palmeiras no Moisés Lucarelli, garantindo a vitória por 1–0.
Pelas quartas de final do Paulistão Pottker marcou gol decisivo contra o Santos, garantindo a vitória da Ponte por 1x0 no Moisés Lucarelli.
Nas semifinais do Paulistão, mais uma vez voltou a ser decisivo marcando novamente contra o Palmeiras, fez o primeiro gol, da vitória por 3–0 da macaca. Sua despedida da Ponte Preta foi na decisão contra o Corinthians, e a partida ficou empatada em 1–1. E o título acabou ficando com o Corinthians por causa da partida de ida que eles haviam feito 0–3 em Campinas. Mas Pottker se declara e diz: "Orgulho de ter vestido essa camisa". E acabou o Campeonato Paulista como o artilheiro com nove gols ao lado de Gilberto do São Paulo.

### Internacional
No dia 16 de fevereiro de 2017, Pottker foi anunciado como novo reforço do Internacional por quatro anos. Logo na estreia pelo clube, fez gol contra o ABC. O atacante foi o artilheiro do time colorado na Campeonato Brasileiro - Série B com 10 gols e participou de boa parte dos gols do Colorado na competição.
Em 2020, herdou a camisa 7 que era de Nico López, vendido no final do ano de 2019 ao Tigres do México.

### Cruzeiro
Em outubro de 2020, acertou com o Cruzeiro.

### Avaí
Em 11 de abril de 2022, Pottker assinou com o Avaí por empréstimo.
Willian Pottker encerrou sua passagem pelo Avaí em 2022, onde fez 27 jogos, marcou três gols e deu uma assistência.

### Coritiba
O Coritiba anunciou a contratação de William Pottker em 16 de dezembro de 2022, ele foi contratado por empréstimo do Cruzeiro até o final de 2023.
William Pottker chegou ao Coritiba por empréstimo até o fim do ano. Ele começou o ano como titular, perdeu espaço. Com a chegada da SAF, ele passou a treinar em separado com outros atletas que não seriam aproveitados. Deixou o Coxa, onde disputou 16 jogos e não marcou nenhum gol.

### Retorno ao Avaí
Em 5 de julho de 2023, o Avaí anunciou a contratação de Willian Pottker, que voltou ao clube depois de uma temporada, antes por empréstimo.

## Estatísticas
Até 8 de julho de 2023.

### Clubes
| Clube           | Temporada | Campeonato nacional | Campeonato nacional | Campeonato nacional | Copa nacional[a] | Copa nacional[a] | Copa nacional[a] | Competições continentais[b] | Competições continentais[b] | Competições continentais[b] | Outros torneios[c] | Outros torneios[c] | Outros torneios[c] | Total | Total | Total   |
| Clube           | Temporada | Jogos               | Gols                | Assist.             | Jogos            | Gols             | Assist.          | Jogos                       | Gols                        | Assist.                     | Jogos              | Gols               | Assist.            | Jogos | Gols  | Assist. |
| --------------- | --------- | ------------------- | ------------------- | ------------------- | ---------------- | ---------------- | ---------------- | --------------------------- | --------------------------- | --------------------------- | ------------------ | ------------------ | ------------------ | ----- | ----- | ------- |
| Figueirense     | 2011      | 1                   | 0                   | 0                   | —                | —                | —                | —                           | —                           | —                           | —                  | —                  | —                  | 1     | 0     | 0       |
| Figueirense     | 2012      | 6                   | 0                   | 1                   | —                | —                | —                | —                           | —                           | —                           | 3                  | 0                  | 0                  | 9     | 0     | 1       |
| Figueirense     | Total     | 7                   | 0                   | 1                   | 0                | 0                | 0                | 0                           | 0                           | 0                           | 3                  | 0                  | 0                  | 10    | 0     | 1       |
| Gandzasar       | 2012–13   | 7                   | 2                   | 0                   | 4                | 1                | 0                | —                           | —                           | —                           | —                  | —                  | —                  | 11    | 3     | 0       |
| Gandzasar       | Total     | 7                   | 2                   | 0                   | 4                | 1                | 0                | 0                           | 0                           | 0                           | 0                  | 0                  | 0                  | 11    | 3     | 0       |
| Ventforet Kofu  | 2013      | —                   | —                   | —                   | 1                | 1                | 0                | —                           | —                           | —                           | —                  | —                  | —                  | 1     | 1     | 0       |
| Ventforet Kofu  | Total     | 0                   | 0                   | 0                   | 1                | 1                | 0                | 0                           | 0                           | 0                           | 0                  | 0                  | 0                  | 1     | 1     | 0       |
| Red Bull Brasil | 2014      | —                   | —                   | —                   | —                | —                | —                | —                           | —                           | —                           | 9                  | 0                  | 0                  | 9     | 0     | 0       |
| Red Bull Brasil | Total     | 0                   | 0                   | 0                   | 0                | 0                | 0                | 0                           | 0                           | 0                           | 9                  | 0                  | 0                  | 9     | 0     | 0       |
| Figueirense     | 2014      | 1                   | 0                   | 0                   | —                | —                | —                | —                           | —                           | —                           | —                  | —                  | —                  | 1     | 0     | 0       |
| Figueirense     | 2015      | —                   | —                   | —                   | 1                | 0                | 0                | —                           | —                           | —                           | —                  | —                  | —                  | 1     | 0     | 0       |
| Figueirense     | Total     | 1                   | 0                   | 0                   | 1                | 0                | 0                | 0                           | 0                           | 0                           | 0                  | 0                  | 0                  | 2     | 0     | 0       |
| Linense         | 2015      | —                   | —                   | —                   | —                | —                | —                | —                           | —                           | —                           | 13                 | 5                  | 0                  | 13    | 5     | 0       |
| Linense         | Total     | 0                   | 0                   | 0                   | 0                | 0                | 0                | 0                           | 0                           | 0                           | 13                 | 5                  | 0                  | 13    | 5     | 0       |
| Braga B         | 2015–16   | 10                  | 1                   | 1                   | —                | —                | —                | —                           | —                           | —                           | —                  | —                  | —                  | 10    | 1     | 1       |
| Braga B         | Total     | 10                  | 1                   | 1                   | 0                | 0                | 0                | 0                           | 0                           | 0                           | 0                  | 0                  | 0                  | 10    | 1     | 1       |
| Linense         | 2016      | —                   | —                   | —                   | 1                | 0                | 0                | —                           | —                           | —                           | 12                 | 7                  | 2                  | 13    | 7     | 2       |
| Linense         | Total     | 0                   | 0                   | 0                   | 1                | 0                | 0                | 0                           | 0                           | 0                           | 12                 | 7                  | 2                  | 13    | 7     | 2       |
| Ponte Preta     | 2016      | 31                  | 14                  | 2                   | —                | —                | —                | —                           | —                           | —                           | —                  | —                  | —                  | 31    | 14    | 2       |
| Ponte Preta     | 2017      | —                   | —                   | —                   | 2                | 1                | 0                | 1                           | 0                           | 0                           | 17                 | 9                  | 2                  | 20    | 10    | 2       |
| Ponte Preta     | Total     | 31                  | 14                  | 2                   | 2                | 1                | 0                | 1                           | 0                           | 0                           | 17                 | 9                  | 2                  | 51    | 24    | 4       |
| Internacional   | 2017      | 32                  | 10                  | 7                   | —                | —                | —                | —                           | —                           | —                           | —                  | —                  | —                  | 32    | 10    | 7       |
| Internacional   | 2018      | 30                  | 5                   | 0                   | 3                | 1                | 0                | —                           | —                           | —                           | 6                  | 4                  | 2                  | 39    | 10    | 2       |
| Internacional   | 2019      | 10                  | 4                   | 0                   | 0                | 0                | 0                | 4                           | 0                           | 1                           | 7                  | 1                  | 0                  | 21    | 5     | 1       |
| Internacional   | 2020      | 7                   | 0                   | 0                   | 1                | 0                | 0                | 1                           | 0                           | 0                           | 7                  | 1                  | 1                  | 16    | 1     | 1       |
| Internacional   | Total     | 79                  | 19                  | 7                   | 4                | 1                | 0                | 5                           | 0                           | 1                           | 20                 | 6                  | 3                  | 108   | 26    | 11      |
| Cruzeiro        | 2020–21   | 14                  | 3                   | 2                   | —                | —                | —                | —                           | —                           | —                           | —                  | —                  | —                  | 14    | 3     | 2       |
| Cruzeiro        | 2021      | 0                   | 0                   | 0                   | 1                | 0                | 0                | —                           | —                           | —                           | 10                 | 3                  | 1                  | 11    | 3     | 1       |
| Cruzeiro        | Total     | 14                  | 3                   | 2                   | 1                | 0                | 0                | —                           | —                           | —                           | 10                 | 3                  | 1                  | 25    | 6     | 3       |
| Al-Wasl         | 2021      | 11                  | 1                   | 3                   | 4                | 1                | 1                | —                           | —                           | —                           | —                  | —                  | —                  | 15    | 2     | 4       |
| Al-Wasl         | Total     | 11                  | 1                   | 3                   | 4                | 1                | 1                | —                           | —                           | —                           | —                  | —                  | —                  | 15    | 2     | 4       |
| Avaí            | 2022      | 27                  | 3                   | 1                   | —                | —                | —                | —                           | —                           | —                           | —                  | —                  | —                  | 27    | 3     | 1       |
| Avaí            | 2023      | 1                   | 0                   | 0                   | —                | —                | —                | —                           | —                           | —                           | —                  | —                  | —                  | 1     | 0     | 0       |
| Avaí            | Total     | 28                  | 3                   | 1                   | —                | —                | —                | —                           | —                           | —                           | —                  | —                  | —                  | 28    | 3     | 1       |
| Coritiba        | 2023      | 4                   | 0                   | 0                   | 4                | 0                | 2                | —                           | —                           | —                           | 8                  | 0                  | 0                  | 16    | 0     | 2       |
| Coritiba        | Total     | 4                   | 0                   | 0                   | 4                | 0                | 2                | —                           | —                           | —                           | 8                  | 0                  | 0                  | 16    | 0     | 2       |
| Total           | Total     | 192                 | 43                  | 17                  | 22               | 5                | 3                | 6                           | 0                           | 1                           | 92                 | 30                 | 8                  | 312   | 78    | 29      |

- a. ^ Jogos da Copa do Brasil
- b. ^ Jogos da Copa Sul-Americana
- c. ^ Jogos do Campeonato Catarinense e Campeonato Paulista

## Prêmios individuais
- Prêmio Craque do Brasileirão (Artilheiro): 2016
- Bola de Prata (Artilheiro): 2016
- Melhor Jogador do Campeonato Paulista: 2017
- Seleção do Campeonato Paulista: 2017
- Incluso na Lista dos 500 jogadores mais importantes do futebol - "World Soccer Magazine":2017[16]

## Artilharias
- Campeonato Brasileiro: 2016 (14 gols)
- Campeonato Paulista: 2017 (9 gols)